# 都丽菊
都丽菊（学名：Ethulia conyzoides）为菊科都丽菊属的植物。分布在中南半岛、非洲热带地区、印度、台湾岛以及中国大陆的云南等地，生长于海拔600米至1,400米的地区，一般生长在池塘以及稻田边，目前尚未由人工引种栽培。